# Šmaver, Nova Gorica
Šmaver este o localitate din comuna Nova Gorica, Slovenia.